# Три источника и три составных части марксизма
«Три исто́чника и три составны́х ча́сти маркси́зма» — название статьи В. И. Ленина, дающей сжатый анализ исторических корней, сущности и структуры марксизма. Написана в связи с 30-летием со дня смерти К. Маркса. Впервые опубликована в форме статьи в легальном журнале РСДРП(б) «Просвещение» (1913, № 3).
Одной из излюбленных цитат, использовавшихся в советских агитационных материалах (лозунгах, плакатах, надписях на памятниках и т. п.) стала фраза Ленина из этой статьи «Учение Маркса всесильно, потому что оно верно».

## Реферат статьи
Во введении Ленин, полемизируя с оппонентами, представляющими марксизм в виде некоей «секты», стоящей «в стороне от столбовой дороги развития мировой цивилизации», показывает, что учение Маркса «возникло как прямое и непосредственное продолжение учения величайших представителей философии», как «законный преемник лучшего, что создало человечество в XIX веке в лице немецкой философии, английской политической экономии, французского социализма». В соответствии с этим источниками марксизма называются:
- немецкая классическая философия;
- классическая английская политическая экономия;
- французский утопический социализм.

Первый раздел статьи посвящён философии. Излагая основы марксистской философии, Ленин акцентирует внимание на её материалистическом характере, отмечая, что она синтезировала лучшие достижения французского материализма XVIII века и философии немецкого мыслителя Людвига Фейербаха. Ленин определяет диалектику как

 учение о развитии в его наиболее полном, глубоком и свободном от односторонности виде, учение об относительности человеческого знания, дающего нам отражение вечно развивающейся материи
и отмечает её как главное приобретение немецкой классической философии, творчески усвоенное и развитое марксизмом и используемое им в качестве методологии научного познания и революционного изменения мира. По мнению автора, материализм приобретает в системе марксизма завершённый характер и распространяется на общественную сферу. Открытие Марксом материалистических основ общественной жизни Ленин относит к числу величайших завоеваний науки.
Второй раздел статьи посвящён экономическому учению Маркса. Следом за ним Ленин даёт оценку политической экономии Адама Смита и Давида Рикардо, которые положили начало трудовой теории стоимости. Автор видит недостаток их учений в том, что Смит и Рикардо рассматривали законы капиталистической экономики как вечные, а за отношениями вещей не видели отношения между людьми (см. Товарный фетишизм) и поэтому не смогли вскрыть сущность прибавочной стоимости. Ленин противопоставляет позиции английских политэкономов марксово учение о прибавочной стоимости, которое, по мнению автора, послужило основой всестороннего научного анализа капиталистической формации и является краеугольным камнем экономической теории Маркса.
Третий раздел статьи посвящён учению Маркса о социализме. Отмечая, что до Маркса наиболее серьёзную критику капитализма дали социалисты-утописты, Ленин критикует слабость их построений. Утопический социализм «не умел ни разъяснить сущность наёмного рабства при капитализме, ни открыть законы его развития», не указал силы, способные создать новое общество. Учениям социалистов-утопистов Ленин противопоставляет экономическую теорию Маркса и его учение о классовой борьбе, которые, как считает автор, обосновали неизбежность гибели капитализма и помогли обнаружить силу, которая должна стать его «могильщиком» — класс пролетариев. По утверждению Ленина, этот класс, в силу своего общественного положения, способен «смести старое и создать новое».

## Влияние
В силу своей лаконичности и дидактизма данная статья Ленина являлась одной из основополагающих в системе среднего и высшего образования СССР. Её содержание изучалось в курсе «Обществоведение» (9—10 классы средней школы), а в программах вузов — в составе курсов «Политическая экономия» и «Научный коммунизм». Поскольку знакомство с этим материалом начиналось ещё со школьных лет, в разговорной речи, а порой и в публицистике работа обычно именуется по первым двум словам — «Три источника» (ср. Адам Смит, «Исследование о природе и причинах богатства народов» → «Богатство народов»).